# Borgen Lindholmen
För andra betydelser, se Lindholmen.

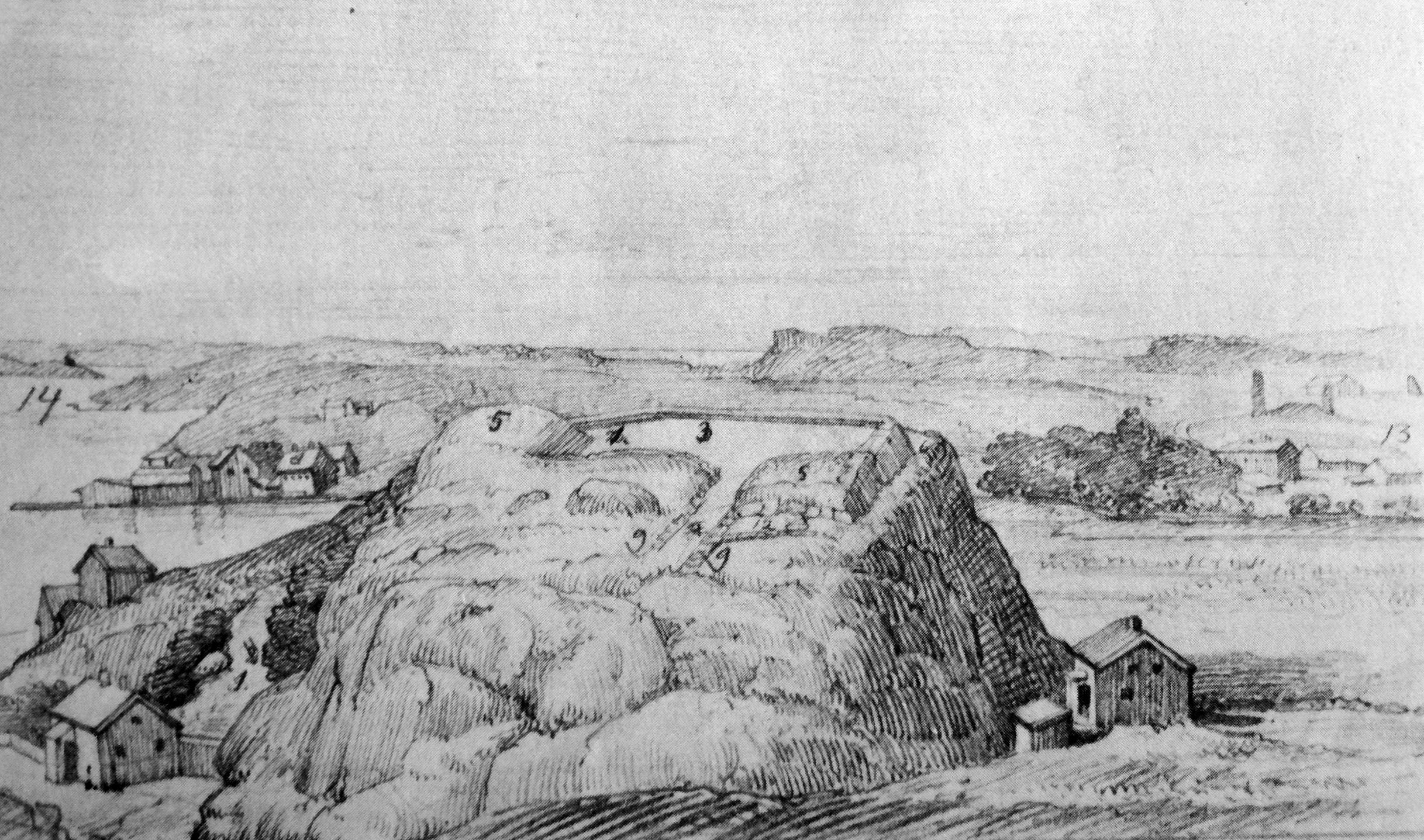
Teckning från 1860-talet över ruinerna av borgen Lindholmen.

Borgen Lindholmen låg på Slottsberget på den branta klippön Lindholmen vid Göta älvs norra strand på Hisingen i nuvarande stadsdelen Lindholmen i Göteborg. Borgen omtalas första gången 1333, då kung Magnus Eriksson daterar en skrivelse in castro nostro Lindholm samt 1334 Lyndholmis. Borgen omnämns inte specifikt i Håkon Håkonssons saga, skriven av Snorre Sturlassons brorson Sturla Tordsson, vilket ofta anges, utan där beskrivs endast platsen som "vid Lindholmarna". Det förekommer inte heller i hävdaskiftet 1315 mellan hertigarna Erik och Valdemar.
Magnus Eriksson, som var kung över både Sverige och Norge, skulle dela sin tid mellan länderna och residerade därför växelvis på Lindholmen och på Bohus fästning, som då låg i Norge. Lindholmen nämns inte i källorna efter år 1339. Personalunionen upplöstes år 1343.
Drottning Blanka fick "Lindholmens slott, Lödöse med tillhörande fögderi samt Vermland och Dal" som morgongåva vid sin förmälning med kung Magnus. År 1410 hade slottet förfallit och kunde inte längre bebos, och kring 1875 fanns endast mindre murverk kvar, vilka försvann då Lindholmens varv på platsen uppförde personalbostäder.
Kanalen kring holmen hette Kvillen, vilket inte ska förväxlas med den strax öster därom liggande Kvillebäcken. Sannegårdshamnen är en kvarvarande del av kanalen. Kanalen fanns kvar fram till åtminstone 1864, helt eller delvis.